# Lijst van rijksmonumenten in Echt
De plaats Echt telt 30 inschrijvingen in het rijksmonumentenregister. Hieronder een overzicht.
| Object | Oorspronkelijke functie?  | Bouwjaar                     | Architect                                                                     | Locatie                                    | Coördinaten?                 | Nr.?   | Afbeelding |
| --- | ------------------------- | ---------------------------- | ----------------------------------------------------------------------------- | ------------------------------------------ | ---------------------------- | ------ | --- |
| Langgerekte bakstenen hoeve onder pannen zadeldak. Aan de achterzijde haaks op de boerderij gebouwde wagenschuur onder pannen zadeldak | Boerderij                 | 1767 (jaartalankers)         |                                                                               | Bosserhof 1                                | 51° 7' 52" NB, 5° 52' 60" OL | 14253  | Upload foto |
| Voor het huis nr 46 is ter plaatse een hardstenen grenspaal met de woorden Gulick en Gelder                                            | Grensafbakening           | 16e eeuw                     |                                                                               | Bovenste Eind 46Ongd                       | 51° 5' 58" NB, 5° 51' 59" OL | 14254  | Voor het huis nr 46 is ter plaatse een hardstenen grenspaal met de woorden Gulick en Gelder                                          |
| Sint-Landricuskerk | Kerk en kerkonderdeel     | 1477 en 1947 (ingebruikname) | H. Tilmans                                                                    | Vrijthof 21                                | 51° 6' 25" NB, 5° 52' 3" OL  | 14256  | Meer afbeeldingen |
| Wegkruis | Gedenkteken               |                              |                                                                               | Wegkruis op hoek Kerkweg                   | 51° 6' 59" NB, 5° 52' 17" OL | 14257  | Upload foto |
| Wegkruis | Gedenkteken               |                              |                                                                               | Wegkruis op Driesprong Hingen Echterstraat | 51° 6' 13" NB, 5° 53' 17" OL | 14258  | Upload foto |
| Overblijfsels van het kasteel Annendaal: drie ronde, door segmenten verbonden bakstenen pijlers. Een der openingen is dichtgemetseld   | Gedenkteken               | 16e of 17e eeuw              |                                                                               | Postertweg 1                               | 51° 6' 37" NB, 6° 1' 19" OL  | 14259  | Overblijfsels van het kasteel Annendaal: drie ronde, door segmenten verbonden bakstenen pijlers. Een der openingen is dichtgemetseld |
| Terreinverhevenheid "De Bollenberg" met kasteelfundamenten                                                                             | Kasteel, buitenplaats     |                              |                                                                               | Kasteelfundamenten a/d Boekhorstweg        | 51° 5' 60" NB, 5° 53' 17" OL | 14260  | Upload foto |
| Onze-Lieve-Vrouw-van-Altijddurende-Bijstandkapel (Spaanshuisken) Bakstenen kapel. Houten torentje met klok                             | Kapel                     | 1859                         |                                                                               | Koningsbosch Spaanshuisken                 | 51° 2' 10" NB, 5° 57' 25" OL | 14261  | Meer afbeeldingen |
| Hoeve "Schrevenhof" | Boerderij                 | 14e eeuw                     |                                                                               | Schrevenhofsweg 20                         | 51° 7' 5" NB, 5° 54' 32" OL  | 26520  | Upload foto |
| Terrein waarin overblijfselen van bewoning                                                                                             | Archeologisch monument    | Romeinse tijd                |                                                                               |                                            | 51° 5' 3" NB, 5° 56' 25" OL  | 45199  | Upload foto |
| Terrein waarin een kasteelheuvel de Bollenberg                                                                                         | Archeologisch monument    | middeleeuwen                 |                                                                               |                                            | 51° 5' 44" NB, 5° 57' 49" OL | 45201  | Meer afbeeldingen |
| Huis Verduynen Buitenplaats Verduynen: hoofdgebouw                                                                                     | Kasteel, buitenplaats     | 1650-1700                    |                                                                               | Berkelaarsweg 15                           | 51° 6' 30" NB, 5° 51' 55" OL | 509879 | Meer afbeeldingen |
| Buitenplaats Verduynen: tuinaanleg | Tuin, park en plantsoen   | 1650-1700                    |                                                                               | Berkelaarsweg bij 15                       | 51° 6' 30" NB, 5° 51' 56" OL | 509881 | Upload foto |
| Buitenplaats Verduynen: koetshuis | Bijgebouwen kastelen enz. | 1750-1900                    |                                                                               | Berkelaarsweg bij 15                       | 51° 6' 29" NB, 5° 51' 57" OL | 509882 | Meer afbeeldingen |
| Buitenplaats Verduynen: brug | Tuin, park en plantsoen   | 1650-1900                    |                                                                               | Berkelaarsweg bij 15                       | 51° 6' 29" NB, 5° 51' 56" OL | 509883 | Upload foto |
| Buitenplaats Verduynen: tuinmuur | Tuin, park en plantsoen   | 1750-1800                    |                                                                               | Berkelaarsweg bij 15                       | 51° 6' 31" NB, 5° 51' 58" OL | 509884 | Meer afbeeldingen |
| Buitenplaats Verduynen: pomp | Tuin, park en plantsoen   | 1650-1700                    |                                                                               | Berkelaarsweg bij 15                       | 51° 6' 30" NB, 5° 51' 57" OL | 509885 | Upload foto |
| De Valk: fabriekshal | Industrie                 | 1900-1925                    |                                                                               | Diepstraat 1                               | 51° 6' 25" NB, 5° 51' 48" OL | 525526 | De Valk: fabriekshal |
| De Valk: fabriekshal | Industrie                 | 1900-1925                    |                                                                               | Diepstraat 1                               | 51° 6' 25" NB, 5° 51' 48" OL | 525527 | De Valk: fabriekshal |
| De Valk: voormalige directeurswoning                                                                                                   | Bedrijfs-,fabriekswoning  | 1900-1925                    |                                                                               | Diepstraat 1                               | 51° 6' 25" NB, 5° 51' 46" OL | 525528 | Upload foto |
| Herenhuis met koetspoort naar achtergelegen stallingen                                                                                 | Woonhuis                  | ca. 1892                     |                                                                               | Bovenste Eind 6                            | 51° 6' 9" NB, 5° 51' 55" OL  | 525529 | Upload foto |
| Woonhuis met elementen uit de Art Nouveau en het Traditionalisme                                                                       | Woonhuis                  | 1910                         | F. Dupont                                                                     | Bovenstestraat 18                          | 51° 6' 18" NB, 5° 52' 0" OL  | 525530 | Upload foto |
| Postkantoor met geïntegreerde dienstwoning                                                                                             | Overheidsgebouw           | 1899                         | bureau van de Rijksbouwmeester Landsgebouwen Tweede District (D.E.C. Knuttel) | Bovenstestraat 22                          | 51° 6' 18" NB, 5° 51' 60" OL | 525531 | Upload foto |
| R.K. Karmelitessenklooster | Klooster, kloosteronderdl | 1879-1880                    | A. Schwencke                                                                  | Bovenstestraat 48                          | 51° 6' 14" NB, 5° 51' 56" OL | 525532 | Meer afbeeldingen |
| Fabrieksgebouw | Industrie                 | 1940-1941                    | J.P. Albert                                                                   | Havenweg 8                                 | 51° 6' 26" NB, 5° 51' 8" OL  | 525533 | Upload foto |
| Woonhuis "Villa De Brug" (Villa Welters) met hekwerk                                                                                   | Woonhuis                  | ca. 1880 (kern)              |                                                                               | Jodenstraat 24                             | 51° 6' 25" NB, 5° 52' 8" OL  | 525534 | Upload foto |
| Gemeentehuis met Openbare lagere school en onderwijzerswoning gebouwd in Neo-Renaissancestijl                                          | Bestuursgebouw en onderdl | ca. 1867                     | K.H. van Brederode (standaardontwerp)                                         | Plats 1                                    | 51° 6' 23" NB, 5° 52' 2" OL  | 525535 | Meer afbeeldingen |
| Station Echt Stationsgebouw van het type Vijfde Klasse                                                                                 | Transport                 | 1887-1888                    | Joh. Kayser en Jean Speetjens                                                 | Stationsweg 5                              | 51° 6' 0" NB, 5° 52' 43" OL  | 525536 | Station EchtStationsgebouw van het type Vijfde Klasse                                                                                |
| Familiegraf van adellijke familie "Michiels van Verduynen"                                                                             | Begraafplaats en -onderdl | ca. 1900                     |                                                                               | Vrijthof bij 5                             | 51° 6' 24" NB, 5° 51' 58" OL | 525537 | Upload foto |
| Kweekschool Zrs. Ursulinen | Onderwijs en wetenschap   | 1930                         |                                                                               | Wijnstraat 7a                              | 51° 6' 21" NB, 5° 51' 54" OL | 525538 | Upload foto |